# Таврийский сельский совет (Токмакский район)
Таврийский сельский совет (укр. Таврійська сільська рада) — входит в состав
Токмакского района
Запорожской области Украины.
Административный центр сельского совета находится в селе Таврия.

## История
- 1961 — дата образования.

## Населённые пункты совета
- с. Таврия
- с. Зелёный Гай
- с. Новогоровка
- с. Переможное
- с. Степовое
- с. Черноземное